# Ranitomeya amazonica
Ranitomeya amazonica – gatunek płaza bezogonowego z rodziny drzewołazowatych (Dendrobatidae). Epitet gatunkowy odnosi się do Amazonii, miejsca, gdzie żyją przedstawiciele gatunku.

## Występowanie
Gatunek występuje w północnym Peru (w regionie Loreto), skrajnie południowo-wschodniej Kolumbii (departament Amazonas), północnej Brazylii, Gujanie i Gujanie Francuskiej, możliwe że także w Surinamie. Być może jego zasięg jest szerszy, ale wymaga to potwierdzenia w kolejnych badaniach. Zasięg występowania obejmuje obszar chroniony Reserva Nacional Alpahuayo Mishana w Peru, ale prawdopodobnie zamieszkuje też inne obszary chronione.
Siedlisko tego zwierzęcia stanowią nizinne wilgotne lasy klimatu zwrotnikowego i podzwrotnikowego. Występuje on na wysokościach poniżej 200 m n.p.m.

## Behawior
Zwierzę prowadzi dzienny tryb życia.

## Rozmnażanie
Kijanki przebywają w zbiornikach wodnych w roślinach (ang. phytotelm).

## Status zagrożenia i ochrona
W Czerwonej księdze gatunków zagrożonych IUCN Ranitomeya amazonica od 2023 roku klasyfikowany jest jako gatunek najmniejszej troski (LC, ang. Least Concern); wcześniej, od 2004 roku uznawano go za gatunek niedostatecznie rozpoznany (DD, ang. Data Deficient). Płaz ten wydaje się dość liczny w obrębie swego zasięgu występowania, a trend jego liczebności oceniany jest jako stabilny.
Zagrożeniem dla gatunku jest utrata środowiska naturalnego, spowodowana rozwojem rolnictwa, a być może także handel. Nie wiadomo, czy sprzedawane osobniki zostały wyhodowane w niewoli, czy też złowione w naturze. Handel odbywa się także w Polsce.
Gatunek ten jest ujęty w II załączniku konwencji waszyngtońskiej (CITES).